# Corde vocali

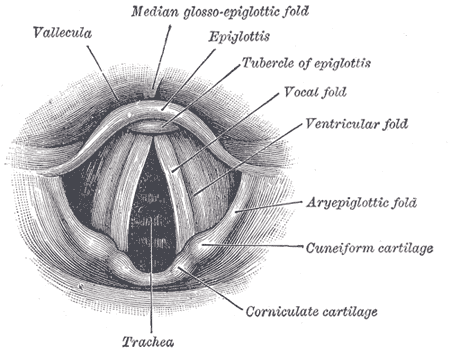
Le corde vocali viste dalla Faringe.

Le corde vocali  sono due lembi tendinei che, con il passaggio dell'aria, vibrano e producono suoni (la "voce"). L'organo è composto da uno scheletro cartilagineo e ha un certo numero di muscoli, legamenti, fasce connettive e mucose.

## Muscolatura laringea
I muscoli della laringe si possono classificare in due gruppi:
- la muscolatura intrinseca è costituita dalle corde vocali e dai muscoli che agiscono indirettamente su queste, collegando fra loro le cartilagini che compongono la laringe;
- la muscolatura estrinseca, costituita da muscoli che collegano la laringe con lo scheletro osseo, ma che pervengono ad agire sulle corde vocali.

Fondamentale è poi anche il ruolo svolto dall'osso ioide, a forma di U, che fa da raccordo tra la laringe e lo scheletro osseo e dà attacco a numerosi muscoli orientati in molteplici direzioni, che determinano la posizione della laringe nel collo.
Per quanto riguarda le corde vocali, queste lamine di tessuto elastico rivestito da mucosa vibrano al passaggio dell'aria espirata producendo suoni di diverse frequenze. Fra le due corde vocali rimane una fessura più o meno ampia, la glottide, attraverso la quale avviene il passaggio dell'aria respirata e grazie alla quale si può svolgere la funzione della fonazione. Prima della fonazione la glottide è chiusa e viene sollecitata dalla pressione dell'aria proveniente dai polmoni. Tale sollecitazione divarica le corde, la pressione scende nell'interno della glottide e ciò provoca un risucchio delle corde vocali, che tornano ad accollarsi, e il processo si ripete daccapo. Le corde vocali si spostano sia lateralmente sia dall'alto verso il basso con un movimento pressoché circolare. Tanto è maggiore la velocità con cui si alternano tali rarefazioni e compressioni dell'aria nei dintorni della glottide, tanto più acuta risulta la voce, mentre il volume del suono è determinato dall'ampiezza del movimento delle corde stesse.

## Struttura corde vocali
Le corde vocali si trovano all'interno della laringe. Sono attaccate posteriormente alle cartilagini aritenoidi e anteriormente alla cartilagine tiroidea. Fanno parte della glottide, che include la rima glottidis. I loro bordi esterni sono attaccati ai muscoli della laringe, mentre i bordi interni, o margini, sono liberi di formare l'apertura chiamata rima glottidis. Sono costituiti da epitelio, ma hanno alcune fibre muscolari al loro interno, vale a dire il muscolo vocalico che stringe la parte anteriore del legamento vicino alla cartilagine tiroidea. Sono bande triangolari piatte e sono di colore bianco perlaceo. Sopra entrambi i lati della glottide si trovano le due pieghe vestibolari o le false corde vocali che hanno una piccola sacca tra di loro.
Situato sopra la laringe, l'epiglottide agisce come un lembo che chiude la laringe durante l'atto di deglutizione per dirigere il cibo nell'esofago. Se il cibo o il liquido entrano nella laringe e contattano le corde vocali, esso provoca un riflesso della tosse per espellere la sostanza al fine di prevenire l'aspirazione polmonare.
Quando le corde vocali sono a riposo, rimangono aperte permettendo il passaggio dell'aria, mentre se sono in funzione vengono messe in tensione dai muscoli.

### Variazioni corde vocali
Maschi e femmine hanno diverse dimensioni della piega vocale. Le voci maschili per adulti sono solitamente più basse a causa delle pieghe più lunghe e più spesse. Le corde vocali maschili hanno una lunghezza compresa tra 1,75 e 2,50 cm, mentre le corde vocali femminili hanno una lunghezza compresa tra 1,25 e 1,75 cm. Le corde vocali dei bambini sono più corte rispetto a quelle degli adulti. La differenza di lunghezza e spessore delle corde vocali tra maschi e femmine causa una differenza nel tono della voce. Inoltre, i fattori genetici causano variazioni tra membri dello stesso sesso, con voci maschili e femminili classificate in tipi di voce.

### False corde vocali
Le corde vocali sono talvolta chiamate "vere pieghe vocali" per distinguerle dalle "false corde vocali", note come pieghe vestibolari o pieghe ventricolari. Queste sono un paio di spesse pieghe della mucosa che proteggono e siedono leggermente superiori alle pieghe più delicate. Hanno un ruolo minimo nella normale fonazione, ma possono essere usate per produrre toni sonori profondi nel Throat Singing (Kargyraa, basso sardo) o in particolari effetti vocali utilizzati sia nella musica pop che nella musica metal.
Un'ulteriore distinzione tra le false e le vere corde vocali consiste nel fatto che le prime, più sottili, sono quasi prive di fasci muscolari; le vere corde invece sono spesse e composte da fibre muscolari. Le corde vocali vere sono deputate alla produzione di suoni, quelle false trattengono l'aria.

## Innervazione
L'apertura delle corde vocali quando si respira oppure quando le si fa vibrare per parlare o cantare, sono controllate dal nervo vago.

## Formazione di suoni articolati
Per quel che riguarda la formazione di suoni articolati, partecipano attivamente sia le corde vocali come strumenti di produzione di suoni, sia le vie aeree superiori come cassa di risonanza, sia la cavità orale come strumento di modulazione dei suoni.